# Urtica subinermis
Urtica subinermis är en nässelväxtart som först beskrevs av Rudolf Karl Carl Friedrich von Uechtritz, och fick sitt nu gällande namn av Ralf Hand och Buttler. Urtica subinermis ingår i släktet nässlor, och familjen nässelväxter. Inga underarter finns listade i Catalogue of Life.